# Pioneerprogramma

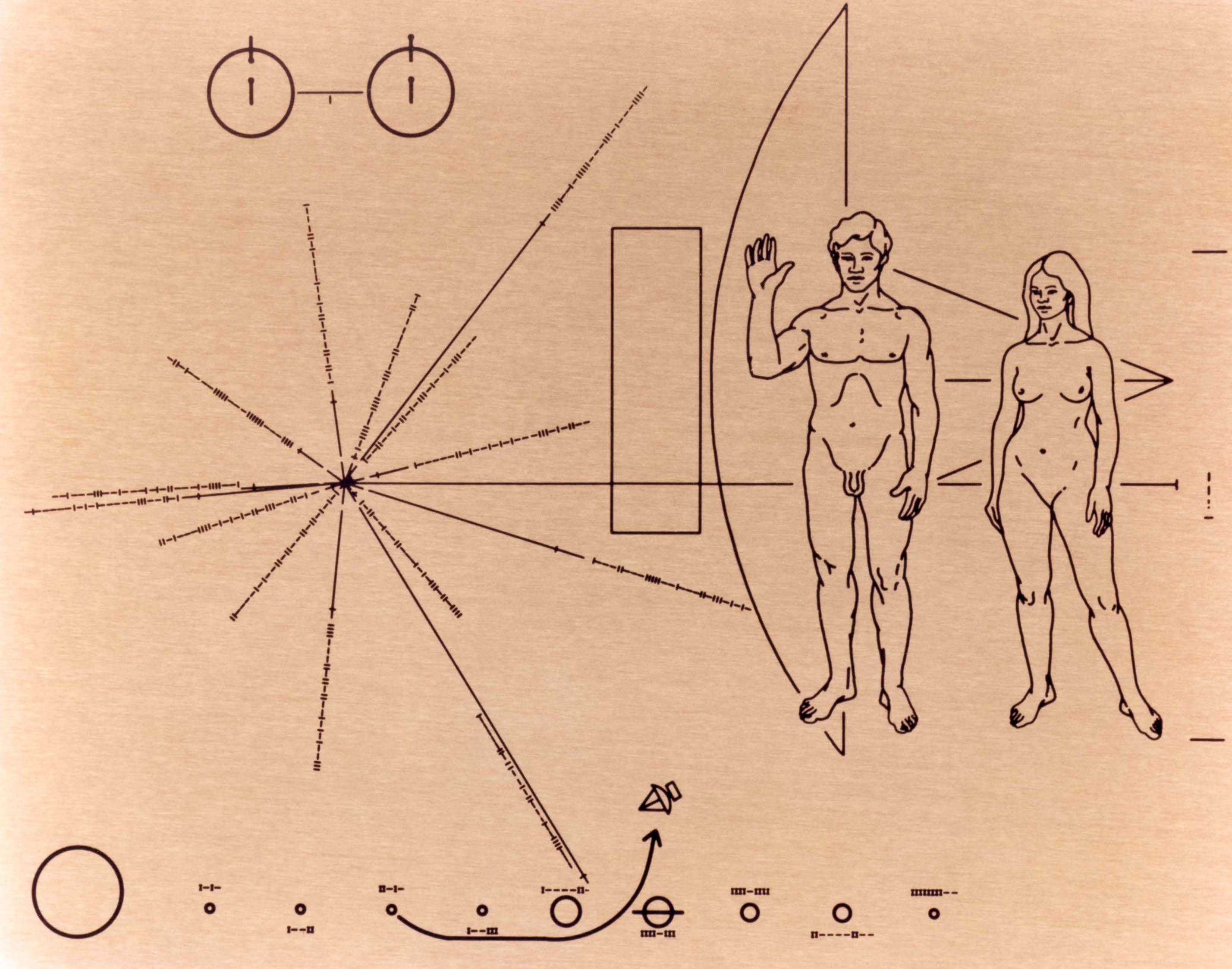
Gouden plaat bevestigd aan Pioneer 10

Het Amerikaanse Pioneer-programma, een ruimtevaartprogramma met onbemande sondes, had tot doel het verkennen van bepaalde delen van het zonnestelsel. De bekendste missies zijn de Pioneer 10 en 11. Laatst genoemde missies hadden allebei de bekende gouden plaat aan boord waarop een man en vrouw zijn afgebeeld met op de achtergrond de sonde.
Een aantal ruimtesondes kreeg oorspronkelijk de serienaam "Able". Later kregen deze een andere naam. De eerste drie sondes werden ook wel Thor-Able genoemd omdat ze werden gelanceerd met behulp van een Thor-raket. Latere sondes uit de Able-serie werden ook wel Atlas-Able genoemd omdat ze gelanceerd werden met behulp van een Atlas-raket.

## Missies
| Missie                                  | Lancering         | Doel                                                | Resultaat                                                                              |
| --------------------------------------- | ----------------- | --------------------------------------------------- | -------------------------------------------------------------------------------------- |
| Pioneer 0 (Thor-Able 1)                 | 17 augustus 1958  | Baan om de Maan                                     | Ontplofte 77 seconden na de lancering                                                  |
| Pioneer 1 (Thor-Able 2)                 | 11 oktober 1958   | Baan om de Maan                                     | Kwam niet in de ontsnappingsbaan van de Aarde                                          |
| Pioneer 2 (Thor-Able 3)                 | 8 november 1958   | Baan om de Maan                                     | Kwam niet in de ontsnappingsbaan van de Aarde                                          |
| Pioneer 3                               | 6 december 1958   | Baan om de Maan                                     | Mislukt, missie gewijzigd, bereikte hoogte van 102.000 km                              |
| Pioneer 4                               | 3 maart 1959      | Vlucht langs Maan                                   | Deels mislukt, foto-elektrische sensor door te grote afstand tot maan niet geactiveerd |
| Pioneer P-1 (Atlas-Able 4A)             | 24 september 1959 | Baan om de Maan                                     | Verloren gegaan door problemen met de lanceerinrichting                                |
| Pioneer P-3 (Atlas-Able 4B)             | 26 november 1959  | Baan om de Maan                                     | Verloren gegaan door problemen met de lanceerinrichting                                |
| Pioneer 5 of Pioneer P-2 (Atlas-Able 6) | 11 maart 1960     | interplanetaire ruimte tussen Aarde en Venus        | Geslaagd                                                                               |
| Pioneer P-30 (Atlas-Able 5A)            | 25 september 1960 | Baan om de Maan                                     | Verloren gegaan door problemen met de lanceerinrichting                                |
| Pioneer P-31 (Atlas-Able 5B)            | 15 december 1960  | Baan om de Maan                                     | Verloren gegaan door problemen met de lanceerinrichting                                |
| Pioneer 6                               | 16 december 1965  | interplanetaire ruimte in baan om Zon               | Geslaagd                                                                               |
| Pioneer 7                               | 17 augustus 1966  | interplanetaire ruimte in baan om Zon               | Geslaagd                                                                               |
| Pioneer 8                               | 13 december 1967  | interplanetaire ruimte in baan om Zon               | Geslaagd                                                                               |
| Pioneer 9                               | 8 november 1968   | interplanetaire ruimte in baan om Zon               | Geslaagd                                                                               |
| Pioneer E                               | 27 augustus 1969  | interplanetaire ruimte in baan om Zon               | Mislukt                                                                                |
| Pioneer 10                              | 3 maart 1972      | planetoïdengordel, Jupiter en interstellaire ruimte | Geslaagd                                                                               |
| Pioneer 11                              | 6 april 1973      | Jupiter,Saturnus en interstellaire ruimte           | Geslaagd                                                                               |
| Pioneer H                               | 1974              | Jupiter en interstellaire ruimte                    | Uitgesteld                                                                             |
| Pioneer Venus 1                         | 20 mei 1978       | Venus                                               | Geslaagd                                                                               |
| Pioneer Venus 2                         | 8 augustus 1978   | Venus                                               | Geslaagd                                                                               |